# 香港乒乓球代表隊
香港乒乓球運動在上世紀20年代已開始萌芽，自乒總成立後，比賽交流活動更加頻密，當時的香港隊水平已相當高。1935年港隊贏得第6屆全國運動會男團冠軍，1938年號稱「香港球王」的潘世安戰勝了訪港的世界冠軍匈牙利名將沙巴都士。
2002年釜山亞運會，張鈺和帖雅娜勇奪混雙金牌，轟動了香港，震動了世界乒壇。
2004年女隊在多哈世乒賽團體賽中衝破了日、韓的包圍，在決賽與國家隊對壘，榮獲亞軍。同年雅典奧運會，李靜和高禮澤在雅典奧運會奪得男雙銀牌。

## 現役球員
- 教練：

李靜（男子隊）
張瑞（女子隊）
高禮澤（青年隊）

### 男子隊
| 世界排名 | 姓名   | 生日           | 球會     | 握拍 | 拍法 |
| -------- | ------ | -------------- | -------- | ---- | ---- |
| 24       | 黃鎮廷 | 1991年9月7日   | 香港體育 | 右手 | 直拍 |
| 67       | 林兆恒 | 1996年12月12日 | 不適用   | 右手 | 橫拍 |
| 96       | 何鈞傑 | 1997年4月20日  | 不適用   | 左手 | 橫拍 |

### 女子隊
| 世界排名 | 姓名   | 生日           | 球會                 | 握拍 | 拍法 |
| -------- | ------ | -------------- | -------------------- | ---- | ---- |
| 8        | 杜凱琹 | 1996年11月27日 | 不適用               | 右手 | 橫拍 |
| 52       | 李皓晴 | 1992年11月24日 | 香港體育乒乓球學校   | 右手 | 橫拍 |
| 154      | 蘇慧音 | 1998年4月13日  | 蘇俊華乒乓球訓練中心 | 右手 | 橫拍 |

## 歷代名將
- 蕭文焯（中國香港乒總名譽會長，香港早期的乒總會長）
- 黃耀坤（50年代初香港乒總會長，率港隊參加首次世界比賽）

50年代名將
- 劉國柱
- 洪子邦
- 余潤興（中國香港乒乓總會會長、香港賽馬會資深馬主）

60年代-70年代名將
- 鄧鴻波
- 吳國海
- 吳玉珍
- 樊倩君
- 劉錫晃

80年代名將，其中有英聯邦冠軍等
- 盧傳淞
- 李光祖
- 陳江華
- 黃耀榮
- 莫卡莎
- 馬如龍
- 許素虹
- 余錦佳

90年代名將
- 王晶
- 黃家榮
- 譚栢希
- 鄭美玲
- 黃曉晴
- 譚穎心
- 關禧穎
- 郭栩琳
- 李澤峰